# Panamerikanische Spiele 2023/Rhythmische Sportgymnastik
Bei den Panamerikanischen Spielen 2023 in der chilenischen Hauptstadt Santiago de Chile fanden vom 1. bis 4. November 2023 insgesamt acht Wettbewerbe in der Rhythmischen Sportgymnastik bei den Frauen statt. Austragungsort war das Training Center for Collective Sport.

## Bilanz

### Medaillenspiegel
| Platz  | Land               | Gold | Silber | Bronze | Gesamt |
| ------ | ------------------ | ---- | ------ | ------ | ------ |
| 1      | Brasilien          | 8    | 4      | 1      | 13     |
| 2      | Mexiko             | —    | 3      | —      | 3      |
| 3      | Vereinigte Staaten | —    | 1      | 7      | 8      |
| Gesamt | Gesamt             | 8    | 8      | 8      | 24     |

### Medaillengewinner
Frauen
| Disziplin                 | Gold                                                                                        | Silber                                                                        | Bronze                                                                                            |
| ------------------------- | ------------------------------------------------------------------------------------------- | ----------------------------------------------------------------------------- | ------------------------------------------------------------------------------------------------- |
| Mehrkampf                 | Bárbara Domingos                                                                            | Evita Griskenas                                                               | Maria Eduarda Alexandre                                                                           |
| Ball                      | Bárbara Domingos                                                                            | Geovanna Santos                                                               | Evita Griskenas                                                                                   |
| Keulen                    | Maria Eduarda Alexandre                                                                     | Bárbara Domingos                                                              | Evita Griskenas                                                                                   |
| Reifen                    | Maria Eduarda Alexandre                                                                     | Bárbara Domingos                                                              | Evita Griskenas                                                                                   |
| Band                      | Bárbara Domingos                                                                            | Maria Eduarda Alexandre                                                       | Evita Griskenas                                                                                   |
| Gruppe Mehrkampf          | BrasilienBárbara Urquiza Gabriella Coradine Victória Borges Giovanna Oliveira Nicole Pircio | MexikoJulia Gutiérrez Ana Flores Kimberly Salazar Adirem Tejeda Dalia Alcocer | Vereinigte StaatenKatrine Sakhnov Gergana Petkova Hana Starkman Isabelle Connor Karolina Saverino |
| Gruppe 5 Reifen           | BrasilienBárbara Urquiza Gabriella Coradine Victória Borges Giovanna Oliveira Nicole Pircio | MexikoJulia Gutiérrez Ana Flores Kimberly Salazar Adirem Tejeda Dalia Alcocer | Vereinigte StaatenKatrine Sakhnov Gergana Petkova Hana Starkman Isabelle Connor Karolina Saverino |
| Gruppe 3 Bänder + 2 Bälle | BrasilienBárbara Urquiza Gabriella Coradine Victória Borges Giovanna Oliveira Nicole Pircio | MexikoJulia Gutiérrez Ana Flores Kimberly Salazar Adirem Tejeda Dalia Alcocer | Vereinigte StaatenKatrine Sakhnov Gergana Petkova Hana Starkman Isabelle Connor Karolina Saverino |